# Ciuiga
La ciuìga è un tipico insaccato prodotto e commerciato nei comuni di Dorsino e di San Lorenzo in Banale, nel Trentino centro-occidentale.
Come la maggior parte degli insaccati tradizionali esso è composto da carne di maiale ma la vera particolarità della ciuìga è che nell'impasto vengono aggiunte le rape cotte e sminuzzate.
Ogni anno alla prima domenica di novembre viene organizzata la fiera della ciuìga dove il prodotto tipico viene valorizzato e venduto ai turisti. La ciuiga è riconosciuta come un prodotto tipico del Banale.
Inventata del macellaio Palmo Donati di San Lorenzo in Banale, che nel 1875 propose di aggiungere le rape agli scarti di maiale (testa, cuore, polmoni) con i quali venivano confezionate le salsicce per rendere il prodotto più sostanzioso, all'epoca era composta da circa 30% di carne e 70% di rape.
Oggi nella preparazione si usano anche le parti migliori del maiale (spalla, coppa, pancetta, gola) e una percentuale inferiore di rape (35-40%).